# House Party 2
House Party 2 è un film del 1991 diretto da Doug McHenry e George Jackson al loro debutto alla regia.
La pellicola è il sequel di House Party (1990), con molti dei protagonisti di ritorno nei rispettivi ruoli.

## Trama
Kid sta frequentando un college universitario e deve rendere conto del suo profitto scolastico alla congregazione religiosa che si è offerta di prestargli il denaro che gli consente di frequentare senza patemi d'animo. Ma per Kid è duro dover giustificare lo scarso rendimento anche perché è sempre impegnato in feste con belle ragazze.